# Ulderico Giovacchini
Ulderico Giovacchini (* 1. Januar 1890 in Florenz; † 21. November 1965 in Bozen) war ein italienischer Maler.

## Leben
Giovacchini studierte 1908 an der Accademia delle Arti del Disegno in Florenz bei Pompeo Massani. Er kam als Soldat 1918 nach Bozen und blieb ab 1920 hier bis an sein Lebensende. Er nahm seit den 1920er-Jahren an Ausstellungen in München, Padua, Turin, Florenz, Genua und Leipzig teil und beteiligte sich an der „Mostra d’arte, pittura, scultura, arti decorative“ in Rovereto und den regionalen Gewerkschaftsbiennalen. Einzelausstellungen hatte er in Bozen, Mailand, München und Leipzig. Seine hohe Stellung als Maler während des sog. Ventennio kam in der Beteiligung an der Ausstellung der faschistischen Berufsverbände 1938 in Rom zum Ausdruck. Giovacchini war auch Jurymitglied der 7. Bozner Syndikatsausstellung und errang einen 2. Preis auf der 9. Bozner Syndikatsausstellung von 1940.

## Werk
Giovacchini begann in Florenz unter dem Einfluss der Macchiaioli. Seine gefälligen gegenständlichen Gemälde stehen in spätimpressionistischer Tradition und können als Salonmalerei bezeichnet werden. Neben Porträts, u. a. 1938 des faschistischen Duce Benito Mussolini, Akten und Stillleben schuf er vor allem Landschaftsbilder. Werke von ihm befinden sich im Stadtmuseum Bozen.